# Passiflora macrophylla
Passiflora macrophylla är en passionsblomsväxtart som beskrevs av Richard Spruce och Maxwell Tylden Masters. Passiflora macrophylla ingår i släktet passionsblommor, och familjen passionsblomsväxter. Inga underarter finns listade i Catalogue of Life.